# Hibbertia carinata
Hibbertia carinata är en tvåhjärtbladig växtart som beskrevs av Judith Roderick Wheeler. Hibbertia carinata ingår i släktet Hibbertia och familjen Dilleniaceae. Inga underarter finns listade i Catalogue of Life.